# Marshall (Carolina do Norte)
Marshall é uma cidade  localizada no estado norte-americano de Carolina do Norte, no Condado de Madison.

## Demografia
Segundo o censo norte-americano de 2000, a sua população era de 840 habitantes.
Em 2006, foi estimada uma população de 838, um decréscimo de 2 (-0.2%).

## Geografia
De acordo com o United States Census Bureau tem uma área de
9,8 km², dos quais 9,1 km² cobertos por terra e 0,7 km² cobertos por água. Marshall localiza-se a aproximadamente 505 m acima do nível do mar.

## Localidades na vizinhança
O diagrama seguinte representa as localidades num raio de 28 km ao redor de Marshall.